# Mario Estrada
Mario Amílcar Estrada Orellana (Monjas, Jalapa, 19 de junio de 1960) es un político guatemalteco, exdiputado del Congreso de Guatemala durante los años de 2000 a 2007. Participó en las elecciones generales de Guatemala de 2007, en las comicios de 2011 y en las Elecciones Generales de 2015.
El 17 de abril de 2019, Mario Estrada fue arrestado en Miami, con cargos de financiación ilícita al Cártel de Sinaloa para su campaña a cambio de apoyo para el traslado de drogas hacia Estados Unidos. En 2020 fue condenado a veinte años de prisión bajos los cargos de conspiración para importar y distribuir toneladas de cocaína a Estados Unidos.

## Biografía
Mario Estrada nació el 19 de junio de 1960 en el municipio de Monjas del departamento de Jalapa, en Guatemala. Estrada es el primero de seis hijos del matrimonio de Adán Estrada Ruano y Zoila Esperanza Orellana de Estrada. Estudió la educación primaria en la Escuela Tipo Federación.
Se trasladó a la Ciudad de Guatemala y cursó la carrera de Ingeniería Industrial en la Universidad de San Carlos de Guatemala. Trabajó en el Ministerio de Finanzas Públicas, ingresó de ayudante de bodeguero y llegó a convertirse en Director Administrativo, en un lapso de más de diez años.

## Política
Estrada trabajó en la administración del expresidente de Guatemala Alfonso Portillo a principio del año  2000, fue nombrado para dirigir la  Secretaria de Desarrollo Social (SEDESOL), cuyo objetivo fue apoyar los sectores más necesitados del país.

### Diputado de Guatemala
Mario Estrada participó sin éxito en las elecciones generales de Guatemala de 1995, como candidato a diputado para el Congreso de Guatemala por el partido Unión del Centro Nacional.
Estrada participó nuevamente como candidato a diputado al Congreso de Guatemala, durante las comicios de 1999 y comicios de 2003 esta vez por el partido Frente Republicano Guatemalteco (FRG) en ambas ocasiones fue elegido.
En 2006 funda el partido político Unión del Cambio Nacional, del cual es miembro y fue secretario general.

### Elecciones Presidenciales Guatemala
El 20 de noviembre de 2006 Estrada fue proclamado como candidato para la Presidencia de Guatemala por el partido Unión del Cambio Nacional que en ese entonces el nombre del partido era "Unión del Cambio Nacionalista" hasta que fue modificado en 2011. También participó en las elecciones generales de Guatemala de 2007 en las cuales obtuvo el sexto lugar con un total de 103.695 votos, que representa un 3,16% del total; dichas elecciones electorales ganadas por el Ing. Álvaro Colom.
Nuevamente, Estrada en 2011 fue  candidato para la Presidencia de Guatemala por el partido Unión del Cambio Nacional en las 
elecciones generales de Guatemala de 2011, en las cuales mejoró su caudal de votos, y obtuvo el cuarto lugar con 385.932 votos, que representa un 8,72% del total; dichas elecciones fueron ganadar por el Gnral. retirado Otto Pérez Molina. Una de las promesas más emblemáticas del candidato fue la de decir: "Que si Mario Estrada llegaba a la Presidencia a Alfonso Portillo lo sacaría de prisión". En las Elecciones General de 2015 participó nuevamente, y obtuvo 168,664 votos, equivalente al 3.45% del total.

## Vida privada
Mario Estrada tiene cinco hijos: Mario Alejandro, Eduardo Josué, María José, Dulce María Estrada y Jóse Mario, producto de un matrimonio. Su esposa ya falleció.
Reconoce que profesa la religión católica.
Estrada reconoce al expresidente Alfonso Portillo como su amigo, amistad que se remonta desde 1995; al extremo de considerar al exmandatario como su "hermano", a quien llegó a visitar a la prisión.